# هالة فاخر
هالة فاخر (مواليد 8 يونيو 1946)، هي ممثلة مصرية. تعتبر من أقدم الفنانات المصريات والعربيات المستمرات إلى حد اليوم، حيث كانت بدايتها الفنية من خلال فيلم لن أبكي أبدا عام 1957. والدها هو الفنان الراحل فاخر فاخر.

## حياتها
بدأت نشاطها الفني مبكرًا جدًا في بعض من أفلام الأبيض والأسود حيث اختارها المخرج حسن الإمام في فيلم لن أبكي أبدا وهي طفلة وذلك بعام 1957، وقد شاركت بعدها في عدة أعمال مسرحية، وكان المخرج حسن الإمام هو الراعي الأول لخطواتها فقدمت معه عام 1963 دورا في فيلم امرأة على الهامش، من بطولة حسن يوسف وهند رستم. ثم قدمت دورا هاما في فيلم عفريت مراتي عام 1968، من بطولة صلاح ذو الفقار وشادية.

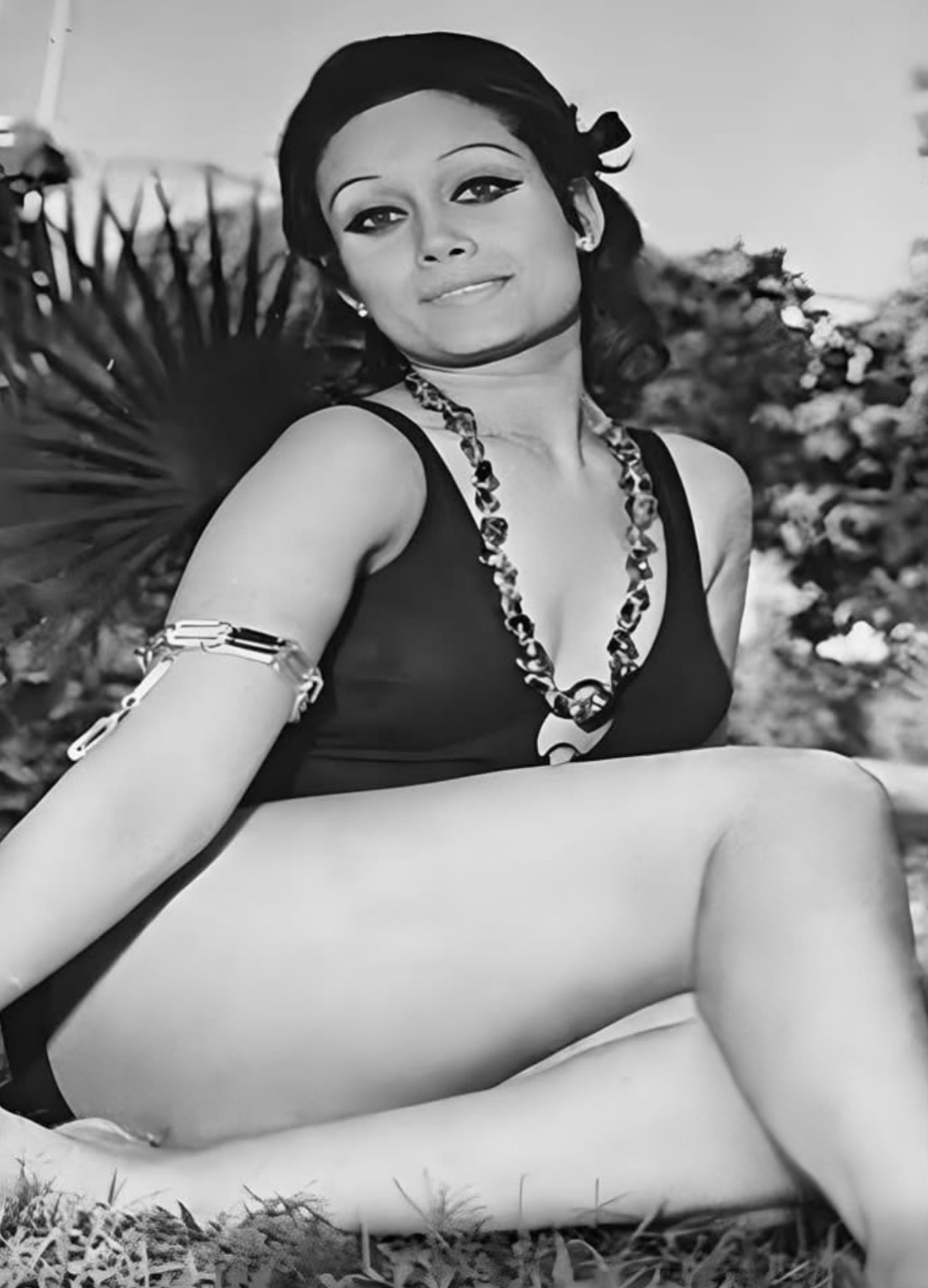
هالة فاخر في لقطة من فيلم بلا رحمة (1971)

شاركت في أفلام بلا رحمة وبنت اسمها محمود ومن بلا خطيئة في حقبة السبعينيات. اشتهرت بأدوارها الكوميدية، ومن أهم أعمالها أدائها دور طمطم في مسلسل الأطفال بوجي وطمطم للمخرج رحمي في ثمانينات القرن العشرين وهو يعد عملاً تاريخيا جعلها محفورة في قلوب الجماهير، ودور ماجد في مسلسل ماجد لعبة خشبية ولها إسهامات عديدة في مجال السينما والتلفزة والمسرح.

## أعمالها

### أفلام
فيلم حلم العمر
- كارت شحن
- دولارات دولارات
- مهمة مش مهمة
- لن أبكي أبداً.
- امرأة على الهامش.
- عفريت مواطن.
- الخرساء.
- مراتي مدير عام.
- بين القصرين.
- بيت بلا حنان.
- أسرار البنات.
- أغنية على الممر.
- بنت اسمها محمود.
- 13 كدبة وكدبة.
- الرجل الأخطر
- لا تظلموا النساء.
- بلا رحمة.
- بدور.
- الهروب.
- قمر الزمان.
- ريما
- ساعة رضا
- الولد الغبي.
- مين يجنن مين.
- نهاية رجل تزوج.
- لست مجرماً.
- الجواز للجدعان.
- الإنتقام للرجل.
- البوليس النسائي.
- ليس لعصابتنا فرع آخر.
- بلاغ للرأي العام.
- إمرأة وخمسة رجال.
- بليه ودماغه العالية.
- رشة جريئة.
- تيمور وشفيقة.
- حين ميسرة.
- هي فوضى.
- كباريه.
- أيظن.
- اتش دبور
- رغيف العيش.
- الزمهلوية.
- البلياتشو
- ضغط عالي.
- ساعة رضا.

### مسلسلات
- وجع الدماغ.
- ملاك القرابين.
- الليلة البيضاء.
- الزير سالم.
- الإنفجار الجميل.
- خرم إبره.
- في بيتنا حريقة.
- نقطة ضعف.
- العقرب.
- عبودة ماركة مسجلة.
- العطار والسبع بنات
- شرف فتح الباب
- بلاغ النائب العام
- علي يا ويكا.
- أبناء ولكن.
- عمر بن عبد العزيز.
- تاجر السعادة.
- ابن حلال.
- موجة حارة.
- بابلو.
- 1986: رحلة السيد أبو العلا البشري.
- 1972: الليل الطويل.
- 1980: صيام صيام.

### مسرح
- وجع الدماغ.
- باللو.
- ملاك القرابين.
- الليلة البيضاء.
- الزير سالم.
- الإنفجار الجميل.

### دبلجة
- مئة مرقش ومرقش
- ماجد لعبة خشبية
- الأسد الملك II: عهد سمبا

### برامج
- برنامج كوميدي بعنوان «ريا وسكينة»، بمشاركة الفنانة غادة عبد الرازق.

## وصلات خارجية
- هالة فاخر على موقع IMDb (الإنجليزية)
- هالة فاخر على موقع الدهليز
- هالة فاخر على موقع قاعدة بيانات الأفلام العربية
- هالة فاخر على موقع قاعدة بيانات الفيلم (الإنجليزية)